# Lech (piwo)
Lech – marka piwa produkowanego przez browar Lech Browary Wielkopolski należący do Kompanii Piwowarskiej.

## Osiągnięcia i nagrody
W 2013 Lech był siódmą, a w 2015 czwartą najlepiej sprzedającą się marką piwa w Polsce pod względem wartości sprzedaży.
11 marca 2007 roku w nowo otwartej części CHSiB Stary Browar w Poznaniu postawiono największy na świecie kufel wypełnionym piwem Lech Pils. Ustanowiono wtedy rekord Guinnessa w największej liczbie osób pijących z jednego kufla, w którym znajdowało się 4250 litrów tego piwa. W ustanowieniu rekordu wzięło udział 10 625 osób.

## Rodzaje piw
Piwo Lech produkowane jest w kilku rodzajach:
- Premium – piwo jasne pełne o zawartości alkoholu 5%,

- Pils – piwo jasne pełne typu pilzner o zawartości alkoholu 5,5%. Piwo produkowane od 1982 roku w poznańskim browarze[6]. Jest produktem szczególnie kierowanym do mieszkańców Wielkopolski.

- Free – bezalkoholowe (o zawartości alkoholu do 0,0%),

- Free z limonką – bezalkoholowe limonka z miętą (o zawartości alkoholu do 0,0%).

- Lech Lite – zawartość alkoholu 3,5%[7],

- Ice Shandy – piwo jasne połączone w proporcji 40/60 z lemoniadą – napój o zawartości alkoholu 2,0%[8],

- Ice Bloody Orange – piwo jasne połączone z lemoniadą pomarańczową,

- Ice Mojito – piwo jasne połączone z lemoniadą mojito.

## Działania marketingowe

### Rebranding na początku XXI wieku
W 2004 roku producent piwa rozpoczął akcję marketingową mającą na celu odświeżenie wizerunku marki. Prócz zmiany etykiety, zmieniono także kolor butelki Lecha Premium i Mocnego z brązowego na zielony. Butelka również została „odświeżona”. Dodano specjalne, tłoczone wypustki Easy Grip TM, ułatwiające pewny i wygodny chwyt. Butelka stała się też smuklejsza, dodano tłoczone koziołki, zmieniono etykietę z zielonej na zielono-srebrną. Jest to zmiana nawiązująca do zmiany puszek, gdy w 2010 roku po ich bokach dodano tłoczenia. W ramach tych działań firma rozpoczęła kampanię w ramach społecznej odpowiedzialności biznesu.

### „Źródło Lechend”
W 2020 roku Kompania Piwowarska, właściciel marki Lech, rozpoczęła kolejną zmianę strategii marketingowej marki. Wśród podjętych działań znalazło się wprowadzenie platformy „Źródło Lechend” oraz nowa seria kampanii reklamowych w mediach. W nowych kampaniach marki Lechendami (od połączenia słów „Lech” i „legenda”) stają się Ci, którzy wiedzą, że małe codzienne gesty, czyny i zachowania mają olbrzymie znaczenie.

## Lech Music Festiwale Inaczej
W 2020 roku Lech stworzył projekt Lech Music Festiwale Inaczej. W jego ramach powstał album studyjny Albo Inaczej „Lech Music. Festiwale Inaczej 2020”. Zawiera on 5 utworów, w których występuje Kamp!, Natalia Przybysz, Łąki Łan, Kwiat Jabłoni oraz Beata Kozidrak. Krążek wyprodukowało przedsiębiorstwo Papaya Films, za współpracę z artystami odpowiedzialna była agencja Cut The Mustard.